# Gina Torrealva
Gina Torrealva, född 16 november 1961, är en peruansk före detta volleybollspelare.
Torrealva blev olympisk silvermedaljör i volleyboll vid sommarspelen 1988 i Seoul. Hon har efter sin spelarkarriär bland annat varit tränare för Perus juniorlandslag.

## Klubbar[4]
| År                  | Klubb            |
| ------------------- | ---------------- |
| 1982/1983-1985/1986 | Deportivo Power  |
| 1987/1988           | Olimpia Teodora  |
| 1988/1989           | Deportivo Power  |
| 1991/1992           | Alianza Lima     |
| 1993/1994           | Deportivo Jaamsa |